# Myer Prinstein
Myer Prinstein (vagy Meyer Prinstein) (Szczuczyn, Lengyelország, 1878. december 22. – New York, 1925. március 10.) amerikai atléta. Ő az első zsidó, aki olimpián érmet szerzett atlétikában.
Prinstein Lengyelországban született, de már gyermekkorában, 1883-ban szüleivel az USA-ba költözött, ahol később sporttal kezdett foglalkozni.
1898-ban távolugrásban világcsúcsot ért el a 7,235 méteres ugrásával New Yorkban, majd 1900-ban már 7,50 méteres ugrásával lett övé újra a rekord. Az 1900. évi olimpiai játékokon, Párizsban olimpiai bajnok lett hármasugrásban, második lett távolugrásban. A távolugrószám kvalifikációjában még ő volt az első 7,18 méterrel. A döntőt egy vasárnapi napon rendezték meg, de ki kellett hagynia, mert a New York-i, metodista Syracuse főiskola kizárással fenyegette meg, ha indul. Az előfutamban szerzett eredménye így is elég volt a második helyhez.
Az 1904. évi olimpiai játékokon, St. Louisban távol- és hármasugrásban tudott győzni. Ezzel máig ő az egyetlen atléta, aki ezt a két számot egy azon olimpián megnyerte. Sokoldalúságát igazolja, hogy a 60 méteres és a 400 méteres futásban az ötödik helyet szerezte meg.
1906-ban az „ellenolimpián” ismét nyert távolugrásban.
Sportpályafutása befejeztével ügyvédként dolgozott.